# Sân vận động Quốc gia Hassanal Bolkiah
Sân vận động Quốc gia Hassanal Bolkiah (tiếng Mã Lai: Stadium Negara Hassanal Bolkiah) là một sân vận động đa năng ở Bandar Seri Begawan, Brunei. Sân hiện đang được sử dụng chủ yếu cho các trận đấu bóng đá. Sân vận động có sức chứa 28.000 chỗ ngồi và được khánh thành vào ngày 23 tháng 9 năm 1983. Sân được đặt theo tên của Sultan Brunei Hassanal Bolkiah.

## Xây dựng
Bất thường cho một tòa nhà công cộng ở Brunei, các thành viên của cộng đồng đã quyên góp và đóng góp cho việc xây dựng sân vận động. Mặc dù bộ sưu tập cuối cùng trị giá 1.102.761,57 đô la chiếm hơn 1,1% tổng chi phí xây dựng (100 triệu đô la), sự tham gia của công chúng cho thấy sự quan tâm và hỗ trợ lớn của người Brunei đối với dự án này. Toàn bộ chi phí dự án cho sân vận động là khoảng 100 triệu đô la.

## Khánh thành
Sân được khánh thành vào ngày 23 tháng 9 năm 1983, ngày được chọn để kỷ niệm sinh nhật lần thứ 69 của cha Bolkiah và là Sultan tiền nhiệm Omar Ali Saifuddien III. Vào tối ngày khai mạc, một trận đấu giao hữu bóng đá đã được diễn ra giữa đội tuyển bóng đá quốc gia Brunei và đội bóng khách mời thuộc English Football League, Sheffield United. Bất chấp việc lệch múi giờ và thời tiết ẩm ướt, Sheffield United đã giành chiến thắng với tỉ số 1–0. Ngày hôm sau, một trận đấu khác được tổ chức giữa Sheffield United và một đội bóng của Brunei, kết thúc với tỷ số hòa 1–1.

## Sự kiện chính

### 1999
- Đại hội Thể thao Đông Nam Á lần thứ 20 vào ngày 7–15 tháng 8.

### 2002
- Cúp bóng đá Hassanal Bolkiah vào ngày 16–26 tháng 8.

### 2005
- Cúp bóng đá Hassanal Bolkiah vào ngày 13–25 tháng 3.

### 2007
- Cúp bóng đá Hassanal Bolkiah vào ngày 3–12 tháng 3.

### 2012
- Cúp bóng đá Hassanal Bolkiah vào ngày 9–23 tháng 8.

### 2014
- Cúp bóng đá Hassanal Bolkiah vào ngày 24 tháng 2–9 tháng 3.